# ФУНСИНПЕК
Национа́льный объединённый фронт за незави́симую, нейтра́льную, ми́рную Камбо́джу (кхмер. គណបក្សហ៊្វុនស៊ិនប៉ិច; фр. Front uni national pour un Cambodge indépendant, neutre, pacifique, et coopératif, FUNCINPEC), в русской транскрипции ФУНСИНПЕК — камбоджийская консервативно-монархическая и умеренная левая политическая партия. В составе оппозиционной коалиции активно участвовал в кампучийском конфликте 1980-х годов. Одержал победу на первых многопартийных выборах 1993 года, поддерживал короля Сианука при восстановлении монархии. Утратил политические позиции после вооружённого столкновения летом 1997 года, однако был представлен в правительственных коалициях с Народной партией Камбоджи. В настоящее время является третьей по величине политической партией в стране, однако значительно ослаблен и не имеет представительства в парламенте.

## Предыстория
18 марта 1970 года в Камбодже произошёл республиканский переворот. Нородом Сианук был отстранён от власти. Его сторонники-монархисты, ранее объединённые в движение Сангкум, повели вооружённую борьбу против режима генерала Лон Нола. При этом в ряде случаев они действовали фактически в союзе с коммунистами. 17 апреля 1975 года гражданская война в Камбодже завершилась победой радикально-коммунистического движения Красные кхмеры.
Правительство Пол Пота установило режим террора и геноцида. Погибли многие сторонники Сианука, в том числе члены королевской семьи. Сам Сианук был помещён под домашний арест, затем фактически изгнан из страны.
В декабре 1978 года началась массированная вьетнамская интервенция. 7 января 1979 года вьетнамские войска вступили в Пномпень. Была провозглашена Народная Республика Кампучия (НРК) под управлением ЕФНСК — организации бывших «Красных кхмеров» (Хенг Самрин, Чеа Сим, Пен Сован), перешедших на сторону Вьетнама. Против властей НРК и вьетнамской оккупации развернулась партизанская война. В лагерях беженцев на границе с Таиландом и в труднодоступных районах запада страны сконцентрировались вооружённые группы оппозиции — антивьетнамски настроенные коммунисты, остатки республиканской армии Лон Нола (13-я бригада ФАНК), боевики республиканских движений Кхмер серей и Кхмер серейка, монархические отряды МОЛИНАКА и Кхмер сар, а также пользующиеся всеобщим хаосом криминальные сообщества.
Наибольшую боевую силу представляла из себя полпотовская Национальная армия Демократической Кампучии под командованием Сон Сена. Активно приступили к формированию Вооружённых сил национального освобождения кхмерского народа (KPNLAF) республиканские генералы Дьен Дель и Сак Сутсакан. Монархические активисты, типа Нхек Бун Чхая, тоже начали консолидировать вооружённых единомышленников.
Принц Сианук, находившийся в эмиграции (его резиденции располагались в КНР и КНДР), занял двойственную позицию в отношении «Красных кхмеров»: «Несмотря на нарушения прав человека, это единственное законное правительство Камбоджи. Оно [правительство — прим. ред.] возникло вследствие народного сопротивления режиму Лон Нола и политике США в целом. Я был бы предателем, если бы выступил против него». Таким образом возникла возможность объединить монархистов, республиканцев и «Красных кхмеров» на антивьетнамской основе. Этот проект активно поддерживал Китай. При этом особое значение имело участие Сианука и его сторонников — как носителей традиционной легитимности.

## В кампучийском конфликте

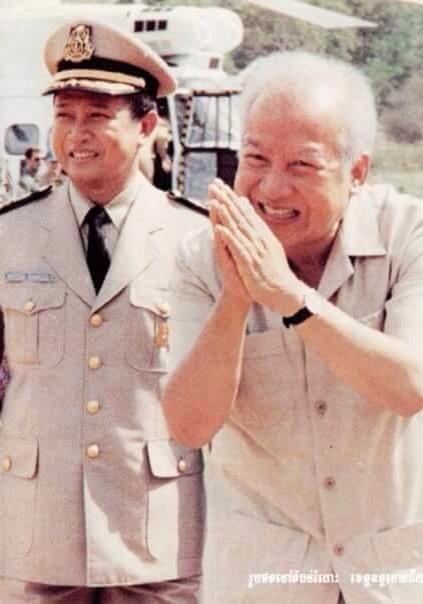
Принц Ранарит и Нородом Сианук

Создание ФУНСИНПЕК было провозглашено Нородомом Сиануком в Пхеньяне 21 марта 1981 года. В высшее руководство ФУНСИНПЕК, наряду с самим Нородомом Сиануком, вошёл его сын принц Нородом Ранарит, другие члены королевской семьи, бывшие премьер-министры времён правления Сианука Ин Там и Нхиек Тиулонг. Организация позиционировалась как надпартийное движение сторонников традиционной монархии и лично принца Сианука как легитимного правителя. Ближайшей задачей являлось изгнание вьетнамских войск и свержение режима НРК — в этом монархисты вполне совпадали с полпотовцами и республиканцами.
Кампучийская оппозиция критически зависела от китайской поддержки, финансирования и военного снабжения. Власти КНР требовали от монархистов и республиканцев структурной консолидации с «Красными кхмерами». 22 июня 1982 года в Куала-Лумпуре было учреждено Коалиционное правительство Демократической Кампучии (CGDK). В него вошли ФУНСИНПЕК Сианука, Партия Демократической Кампучии Пол Пота—Кхиеу Самфана и Национальный фронт освобождения кхмерского народа (KPNLF) Сон Санна. Главой CGDK стал Нородом Сианук, премьер-министром — Сон Санн, министром иностранных дел — Кхиеу Самфан. Принц Сианук выступал как главное публичное лицо CGDK и кампучийского сопротивления в целом. Целенаправленно делались попытки ассоциировать CGDK прежде всего с Сиануком и ФУНСИНПЕК.
Пол Пот сознательно держался в тени, однако пропаганда НРК называла его реальным главой коалиции, а ФУНСИНПЕК и KPNLF — "марионетками «Красных кхмеров». Со своей стороны, CGDK рассматривала власти НРК как «марионеток Ле Зуана».
В сентябре 1982 года было сформировано вооружённое крыло ФУНСИНПЕК — Национальная армия сианукистов (ANS). Главнокомандующим стал Ин Там, затем — Нородом Ранарит, начальником штаба — другой сын Сианука Нородом Чакрапонг. Оперативное командование осуществлял генерал бывшей королевской армии Теап Бен, представлявший ANS в Высшем совете национальной обороны и Объединённом военном командовании (JMC), координировавшем военные усилия монархистов и республиканцев. Среди полевых командиров выделялся Нхек Бун Чхай. Первоначально ANS сильно уступала в боевом отношении полпотовцам и республиканцам, но её военное значение повысилось в 1986—1988 годах.

## Переходный период
С 1988 начались политические контакты правительства НРК с CGDK. В 1989 году НРК была преобразована в Государство Камбоджа, открытое для политического диалога с оппозицией. В Париже начались официальные переговоры о мирном урегулировании. 23 октября 1991 года были подписаны Парижские соглашения. В соответствии с ними восстанавливалось Королевство Камбоджа, на трон возвращался Нородом Сианук, назначались многопартийные выборы.
Нородом Сианук, позиционировавшийся как лидер всех камбоджийцев, в 1989 году оставил председательство в ФУНСИНПЕК, перешедшее к Нхиек Тиулонгу. С 1992 года ФУНСИНПЕК был преобразован в политическую партию, председателем которой стал Нородом Ранарит. Он выступал под лозунгами гражданского мира под эгидой традиционной монархии, управляемой демократии и рыночной экономики. К партии камбоджийских монархистов примкнули многие влиятельные и популярные деятели — в том числе генерал Дьен Дель и харизматичный национал-популист Сам Рейнси.

## В правящей коалиции
На выборах в мае 1993 года ФУНСИНПЕК одержал убедительную победу, несмотря на жёсткое силовое давление правящей Народной партии (НПК, бывшая коммунистическая Народно-революционная партия Кампучии). За монархистов проголосовали более 45 % избирателей, что обеспечило им почти половину — 58 из 120 — мандатов в Национальной ассамблее. Стало очевидным, что монархисты-сианукисты обладают наибольшей популярностью в стране.
Однако НПК настояла на двойном премьерстве: соглавами коалиционного правительства стали Нородом Ранарит от ФУНСИНПЕК и Хун Сен — лидер НПК, бывший премьер-министр НРК. Двойное управление было введено и в министерствах. Формальное единство олицетворял король Сианук, но реально коалиционное правительство раздиралось межпартийным и личным соперничеством. Первый премьер-министр Нородом Ранарит и второй премьер-министр Хун Сен стали названными братьями (из политических соображений Сианук объявил Хун Сена своим приёмным сыном), но это не предотвратило откровенной вражды между ними.
Ранарит обвинял Хун Сена в намерении реставрировать коммунистический режим НРК. В ходе этого противоборства он даже установил контакты с «Красными кхмерами», продолжавшими партизанскую войну в западных районах Камбоджи. Кхмерская партия национальной солидарности, возглавляемая Кхиеу Самфаном, обещала Ранариту поддержку против Хун Сена (при том, что второй премьер-министр в молодости сам был «красным кхмером»).
В самом ФУНСИНПЕК возникли острые внутренние противоречия. На статус Ранарита как партийного лидера претендовал Нхек Бун Чхай. В 1995 году после коррупционного скандала из партии вышел Сам Рейнси, основавший Партию кхмерской нации.
Нородом Ранарит и министры от ФУНСИНПЕК проводили курс на укрепление монархической государственности, старались подавить полпотовское повстанчество на западе страны, одновременно оттеснив НПК от административной власти и силового контроля. Главным политическим ресурсом партии являлась поддержка короля. Ранарит возглавлял правительственный Совет по развитию, активно занимался привлечением внешних инвестиций и развитием инфраструктуры. Был инициирован ряд совместных проектов с Малайзией и Сингапуром.

## Разгром 1997 года
В июле 1997 года Хун Сен, опираясь на личные охранные подразделения под командованием Хок Лунди, совершил фактический государственный переворот. Партийные объекты ФУНСИНПЕК были захвачены, вооружённые формирования разгромлены, более 40 функционеров (в том числе генеральный секретарь Хо Сок) убиты, Нородом Ранарит принуждён к эмиграции. Протесты короля Сианука не возымели действия. Установилось единовластие Хун Сена.
Формально политическая система около года оставалась прежней. ФУНСИНПЕК оставался партией правительственной коалиции. Пост первого премьер-министра после отстранения Ранарита получил член партии Унг Хуот. Но реально партия утратила влияние на власть. Вооружённые формирования ФУНСИНПЕК были частично распущены, частично интегрированы в камбоджийскую армию.
Нородом Ранарит был приговорён военным судом к 35 годам тюрьмы, но получил королевское помилование и вернулся в Камбоджу. Он резко выступал против Хун Сена, вступил в альянс с Партией Сам Рейнси, участвовал в антиправительственных акциях. Оппозиционность Ранарита и его готовность к сотрудничеству с «Красными кхмерами» вызывала недовольство а партии. Из ФУНСИНПЕК вышла группа Тоан Кхая, создавшая Партию национального союза. Покинул ФУНСИНПЕК и Унг Хуот, учредивший Популистскую партию.
На выборах в Национальную ассамблею 1998 года ФУНСИНПЕК занял второе место, получив более 30 % голосов и 43 мандата из 122. После переговоров при посредничестве короля Нородом Ранарит занял пост председателя Национальной ассамблеи. Была вновь создана правительственная коалиция НПК—ФУНСИНПЕК, но правительство уже единолично возглавлял Хун Сен при безусловном доминировании НПК. Принц Ранарит, понимая соотношение сил, стал выступать с гораздо более умеренных позиций, демонстрируя лояльность Хун Сену.
В 1999 году с ФУНСИНПЕК объединилась Партия Сон Санна, но это не привело к серьёзному политическому усилению.

## Падение влияния

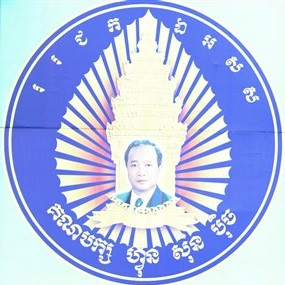
Эмблема ФУНСИНПЕК в 2002—2006 гг.

Выборы 2003 года обозначили дальнейшее падение популярности ФУНСИНПЕК. Партию поддержали немногим более 20 %, что обеспечило 26 мандатов из 123. В 2004 году отрёкся от престола Нородом Сианук. Новый король Нородом Сиамони строго придерживается конституционного принципа неучастия монарха в практической политике. Это лишило партию прежней поддержки трона.
Проведённые Хун Сеном в конце 2004 года конституционные изменения укрепили позиции НПК и сделали необязательной коалицию с ФУНСИНПЕК. Формально коалиция сохранилась, но наиболее влиятельные деятели партии были выведены из правительства.
В ФУНСИНПЕК усилились внутренние противоречия. Нхек Бун Чхай и его сторонники требовали отстранения Ранарита от партийного лидерства. Они обвиняли его в политической недееспособности и коррумпированности — присвоении 3,6 миллиона долларов от продажи партийного помещения во французском посольстве. Спустя несколько лет ситуация повторилась: в 2013 году Нхек Бун Чхай обвинил Ранарита в присвоении 120 тысяч долларов от продажи партийного вертолёта.Впоследствии сходные обвинения были предъявлены самому Нхек Бун Чхаю.
21 октября 2006 года Нородом Ранарит утратил пост председателя, вышел из ФУНСИНПЕК и создал партию своего имени. Его сменил триумвират в составе Нхек Бун Чхая, принцессы Нородом Арун Расмей, младшей дочери Сианука, и её мужа, дипломата Кео Пут Расмея.
С 2006 по 2011 год председателем был Кео Пут Расмей, в 2011—2013 — Нхек Бун Чхай, с 2013 по 2015 — Нородом Арун Расмей. При этом лидерские полномочия постепенно сосредоточил в своих руках Нхек Бун Чхай, а кандидатом на пост премьер-министра выдвигалась Нородом Арун Расмей — как «дочь Короля-Отца».
Однако это не повысило популярности и влияния ФУНСИНПЕК. Положение младшего партнёра НПК не вдохновляло избирателей, а роль оппозиции перешла к Партии Сам Рейнси. На выборах 2008 года ФУНСИНПЕК получил всего 5 % голосов и 2 места в Национальной ассамблее. Выборы 2013 завершились беспрецедентным поражением: 3,7 % и потеря парламентского представительства.

## Возвращение Ранарита
С конца 2010 года велись переговоры о возвращении Нородома Ранарита к руководству ФУНСИНПЕК. В январе 2015 года принц Ранарит был вновь избран председателем партии. Первоначально Нхек Бун Чхай и Нородом Арун Расмей стали заместителями председателя. Эти кадровые решения были одобрены Хун Сеном.
Между Ранаритом и Нхек Бун Чхаем развернулась борьба за руководство. В феврале 2016 года Нхек Бун Чхай объявил о своём выходе из ФУНСИНПЕК и анонсировал создание новой националистической партии. Ранее, в марте 2015, партийный пост оставила Нородом Арун Расмей.
Результатом стало новое обострение конфликта в ФУНСИНПЕК. Нхек Бун Чхай предсказал новое разгромное поражение партии в избирательном цикле 2017—2018 годов.
Нородом Ранарит занимает подчёркнуто лояльную позицию в отношении Хун Сена и НПК, дистанцирует ФУНСИНПЕК от политической оппозиции и протестных выступлений. При визите в Пекин в апреле 2016 года Ранарит заявлял о глубочайшей симпатии ФУНСИНПЕК к руководству КНР.
Идеологически ФУНСИНПЕК остаётся консервативно-монархической партией. Однако законодательство Камбоджи запрещает политическим партиям использовать в своей пропаганде символы монархии и сианукизма, которые официально считаются достоянием всего общества, а реально поставлены на службу правительству.
В результате запрета партии Камбоджийского движения национального спасения в 2017 году во фракции ФУНСИПЕК  41 депутат .
Партия на местных выборах 2017 года набрала 1,23% голосов и получила 28 мест. 25 февраля 2018 на выборах в сенат набрала 2% и не получила мест в сенате.

## Руководители
- Нородом Сианук (1981—1989)
- Нхиек Тиулонг (1989—1992)
- Нородом Ранарит (1992—2006)
- Кео Пут Расмей (2006—2011)
- Нхек Бун Чхай (2011—2013)
- Нородом Арун Расмей (2013—2015)
- Нородом Ранарит (2015—2021)
- Нородом Чакравут (с 2021)

## Результаты на парламентских выборах
| Год  | Места     | Всего голосов | Доля голосов | Результат                        | Лидер               |
| ---- | --------- | ------------- | ------------ | -------------------------------- | ------------------- |
| 1993 | 58 из 120 | 1 824 188     | 45,5 %       | ▲ 58 мест; правящая коалиция     | Нородом Ранарит     |
| 1998 | 43 из 122 | 1 554 405     | 31,7 %       | ▼ 15 мест; правящая коалиция     | Нородом Ранарит     |
| 2003 | 26 из 123 | 1 072 313     | 20,8 %       | ▼ 17 мест; правящая коалиция     | Нородом Ранарит     |
| 2008 | 2 из 123  | 303 764       | 5,05 %       | ▼ 24 места; правящая коалиция    | Нородом Арун Расмей |
| 2013 | 0 из 123  | 242 413       | 3,66 %       | ▼ 2 места; В парламенте с 2017   | Нородом Арун Расмей |
| 2018 | 0 из 125  | 374 150       | 5,89 %       | ▼ 2 места; не прошла в парламент | Нородом Ранарит     |
| 2023 | 5 из 125  | 702 862       | 9,21 %       | ▲ 5 мест; В парламенте с 2023    | Нородом Чакравут    |

### Книги
- Hughes, Caroline. UNTAC in Cambodia: The Impact on Human Rights (англ.). — Singapore: Institute of Southeast Asian Studies, 1996. — ISBN 9813055235.
- Findlay, Trevor. Cambodia – The Legacy and Lessons of UNTAC–SIPRI Research Report No. 9 (англ.). — Solna, Sweden: Oxford University Press, 1995. — (Stockholm International Peace Research Institute). — ISBN 0198291868. Архивировано 5 августа 2009 года.
- Im, François. La question cambodgienne dans les relations internationales de 1979 à 1993 (фр.). — France: Atelier national de reproduction des thèses, 2005. — ISBN 2284049060.
- Jeldres, Julio A. Volume 1–Shadows Over Angkor: Memoirs of His Majesty King Norodom Sihanouk of Cambodia (англ.). — Phnom Penh Cambodia: Monument Books, 2005. — ISBN 974926486X.
- Heder, Stepher R. & Ledgerwood, Julie. Propaganda, Politics and Violence in Cambodia: Democratic Transition Under United Nations Peace-Keeping (англ.). — United States of America: M.E. Sharpe, 1995. — ISBN 0765631741.
- Mehta, Harish C. & Julie B. Strongman: The Extraordinary Life of Hun Sen: The Extraordinary Life of Hun Sen (англ.). — Singapore: Marshall Cavendish International Asia Pte Ltd, 2013. — ISBN 9814484601.
- Mehta, Harish C. Warrior Prince: Norodom Ranariddh, Son of King Sihanouk of Cambodia (англ.). — Singapore: Graham Brash, 2001. — ISBN 9812180869.
- Widyono, Benny. Dancing in Shadows: Sihanouk, the Khmer Rouge, and the United Nations in Cambodia (англ.). — Lanham, Maryland, United States of America: Rowman & Littlefield, 2008. — ISBN 0742555534.

### Доклады
- Secretariat of the United Nations. Treaties and international agreements registered or filed and recorded with the Secretariat of the United Nations–No. 28613. Multilateral: (англ.) // Treaty Series – Treaties and international agreements registered or filed and recorded with the Secretariat of the United Nations : journal. — United Nations, 1991. — 23 October (vol. 1663, no. 28609—28619).